# Eutettix flavus
Eutettix flavus är en insektsart som beskrevs av Hepner 1942. Eutettix flavus ingår i släktet Eutettix och familjen dvärgstritar. Inga underarter finns listade i Catalogue of Life.